# Tess Wester
Tess Wester (ur. 19 maja 1993 w Heerhugowaard) – holenderska piłkarka ręczna, reprezentantka kraju, grająca na pozycji bramkarki. Obecnie występuje w duńskim Odense Håndbold.

## Sukcesy reprezentacyjne

### Juniorskie
- Mistrzostwa świata U18:
  -  2010
- Mistrzostwa Europy U19:
  -  2011

### Seniorskie
- Mistrzostwa Świata:
  -  2015
  -  2017
- Mistrzostwa Europy:
  -  2016
  -  2018

## Osiągnięcia klubowe
- Puchar EHF:
  -  2016-2017 (SG BBM Bietigheim)
- Mistrzostwa Holandii:
  -  2008-2009, 2009-2010 (VOC Amsterdam)
- Puchar Holandii:
  -  2008-2009, 2009-2010 (VOC Amsterdam)
- Mistrzostwa Niemiec:
  -  2016-2017 (SG BBM Bietigheim)
  -  2017-2018 (SG BBM Bietigheim)
- Puchar Niemiec:
  -  2011-2012 (VfL Oldenburg)

## Nagrody indywidualne
- 2015 - bramka sezonu DHB
- 2015 - najlepsza bramkarka Mistrzostw Świata (Dania)